# Précieux
Précieux – miejscowość i gmina we Francji, w regionie Owernia-Rodan-Alpy, w departamencie Loara.
Według danych na rok 1990 gminę zamieszkiwały 764 osoby, a gęstość zaludnienia wynosiła 47 osób/km² (wśród 2880 gmin regionu Rodan-Alpy Précieux plasuje się na 933. miejscu pod względem liczby ludności, natomiast pod względem powierzchni na miejscu 696.).